# 오마 브래들리
오마 넬슨 브래들리 원수(Omar Nelson Bradley, 1893년 2월 12일 ~ 1981년 4월 8일)는 미국의 군인으로, 제2차 세계 대전 중 북부 아프리카와 유럽에서 미국 육군을 지휘한 주요 사령관 중 한 명이다. 브래들리는 마지막으로 살아있었던 미국의 5성 장군으로, 미국 합동참모본부의 초대 의장을 지냈다.
미주리주 랜돌프군에서 태어난 브래들리는 웨스트 포인트의 미국 육군 사관학교에 입학하기 전에 보일러공으로 일했다. 1915년 드와이트 D. 아이젠하워와 함께 웨스트포인트를 졸업했으며, 제1차 세계 대전 동안 몬태나의 구리 광산을 방어했다. 제1차 세계 대전이 끝난 후 브래들리는 웨스트포인트에서 교수로 근무했으며, 조지 마셜 장군 휘하의 전쟁부에서 근무하기 전까지 다양한 직책을 맡았다. 1941년 브래들리는 미국 육군 보병학교의 사령관이 되었다.
미국이 제2차 세계대전에 참전한 후 브래들리는 제82보병사단이 최초의 미국 공수사단으로 변모하는 것을 감독했다. 그는 북아프리카에서 조지 S. 패튼 장군의 지휘 하에 횃불 작전에서 첫 최전방 지휘를 맡았다. 패튼이 전선에 재배치된 후, 브래들리는 튀니지 전역과 연합군의 시칠리아 침공에서 제2군단을 지휘했다. 그는 노르망디 침공 당시 미국 제1군을 지휘했다. 노르망디에서 활약한 다음 그는 43개 사단과 130만 명의 병력으로 구성된 미국 제12집단군을 지휘했다.
제2차 세계대전이 끝난 후 브래들리는 재향군인 관리국장을 맡았다. 1948년 그는 미국 육군참모총장으로 임명되었고, 1949년 합동참모본부 의장이 되었다. 1950년 브래들리는 미 육군 원수로 진급하여 미 육군 5성장군 9명 중 마지막으로 진급한 사람이 되었다. 그는 한국 전쟁이 시작될 때 군 최고사령관이었고, 해리 S. 트루먼 대통령의 전시 봉쇄 정책을 지지했다. 그는 1951년 맥아더가 전쟁의 전략적 목표를 축소하려는 행정 시도에 저항한 후 더글러스 맥아더 장군을 해임하기 위해 트루먼을 설득하는 데 중요한 역할을 했다. 브래들리는 1953년에 전역하였다. 그는 1981년 88세의 나이로 사망할 때까지 공공 및 사적 사업을 계속 추진하였다.

## 유년 시절과 교육
오마 넬슨 브래들리는 교사 존 스미스 브래들리와 그의 아내 메리 엘리자베스 사이에서 태어났다. 그의 이름은 그가 살던 미주리주 랜돌프군의 지역 신문 편집장이자 그의 아버지와 지역 의사인 제임스 넬슨 박사의 존경을 받았던 오마르 D. 그레이의 이름을 따온 것이다. 그는 영국 혈통으로, 그의 조상은 1700년대 중반에 영국에서 켄터키주로 이주했다. 그는 그의 아버지가 일하던 시골 학교에 다녔으며, 그의 아버지를 따라 8번 이상 전학을 다녔다. 브래들리의 아버지는 평생 동안 교사일을 하면서 소작까지 하였음에도 불구하고 한 달에 40달러 이상의 수입을 벌지 못했다. 그들은 마차, 말, 노새를 가진 적이 없었다. 그가 15살이었을 때, 그의 아버지는 돌아가셨다. 그는 아버지가 자신에게 책, 야구, 사격에 대한 사랑을 물려주었다고 말했다.

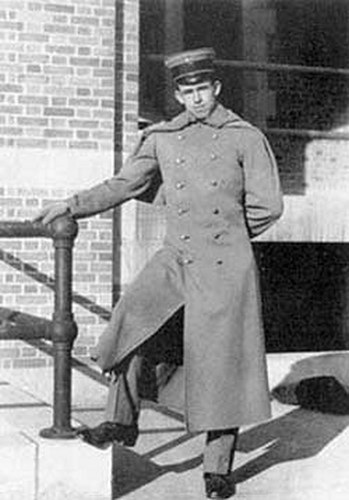
오마 브래들리의 웨스트 포인트 생도시절.

그의 어머니는 그와 함께 모벌리 지구로 이사했고, 그녀의 어머니는 그곳에서 재혼했다. 브래들리는 1910년 모벌리 고등학교를 졸업했다. 그는 야구와 육상 팀의 주장으로 뽑힌 뛰어난 학생이자 선수였다.
브래들리는 모벌리에 있는 중앙 기독교 교회의 주일교 선생님으로부터 뉴욕 웨스트 포인트에 있는 미 육군사관학교 입학 시험을 치르도록 권유받았는데, 당시 그는 컬럼비아의 미주리 대학에 입학하여 법학을 전공하기 위해 와바시 철도에서 시급 17센트의 보일러공으로 일하며 돈을 벌고 있었다. 그는 세인트루이스에 있는 제퍼슨 병영 군기지에서 열린 웨스트포인트 입학 시험에서 2위를 했다.
브래들리가 사관학교를 다니는 동안, 스포츠에 대한 그의 열정은 그를 학업에서 조금은 멀어지게 하였지만, 그럼에도 그는 164명의 학급에서 44위를 차지했다. 그는 야구 스타 선수였고, 학교 대표로서 아마추어로서의 자격을 확실히 하기 위해 종종 무보수로 세미 프로 팀에서 뛰었다. 그는 웨스트포인트에서 3, 4학년 시절 미국에서 가장 뛰어난 대학 야구 선수 중 한 명으로 여겨졌으며, 당대 최고의 슬러거이자 외야수로도 주목받았다. 그는 프로 야구 선수로 전향하라는 다수의 제의를 거절하고 육군 장교의 길을 선택하였다.
웨스트포인트에서 강사로 근무하던 1923년 브래들리는 프리메이슨이 되었다. 그는 뉴욕 하이랜드 폴스의 웨스트 포인트 로지 #877의 회원이 되었고 죽을 때까지 그들과 함께 했다.
브래들리는 모벌리에서 지냈을 때 길 건너편에 살던 메리 퀘일과 결혼했다. 마을의 유명한 경찰서장이었던 그녀의 아버지는 그녀가 어렸을 때 돌아가셨다. 이 둘은 중앙 기독교 교회와 모벌리 고등학교를 함께 다녔다. 1910년 모벌리 고등학교 졸업앨범인 살루타르의 표지에는 서로 마주보고 있는 모습이 그려져 있었다. 그녀는 교육학 학위를 취득했다.

## 웨스트 포인트와 초창기 군 경력
웨스트포인트에서 브래들리는 1914년 팀을 포함한 3년간 웨스트포인트 야구 대표팀에서 뛰었다. 그 팀에서 육군에 남은 모든 선수들은 결국 장군이 되었다. 브래들리의 웨스트포인트 교번은 5356이었다. 해당 기수에는 브래들리와 드와이트 D. 아이젠하워를 포함한 59명의 장성급 장교가 있었다. 아이젠하워는 육군 원수의 계급까지 진급하였으며, 1952년 미국의 34대 대통령으로 압승하여 당선되었다. 그 외에도 해당 팀에는 조지프 T. 맥나니, 헨리 오런드, 제임스 밴 플리트, 스태퍼드 르로이 어윈, 존 W. 레너드, 조지프 메이 스윙, 폴 J. 뮬러, 찰스 W. 라이더, 렐런드 홉스, 버논 프리차드, 존 B. 우간, 로스코 B. 우드러프, 존 프렌치 콩클린, 월터 W. 헤스와 에드윈 A. 준델과 같은 유명한 장군들이 소속되어 있었다. 이들은 별들의 기수라고 불리었다.
1915년, 브래들리는 육군 소위로 임관하여 제14보병연대에 배속되었다. 당시 그는 멕시코에서 복무했으며, 그의 임무는 1915년 멕시코 내전으로 인한 침략으로부터 미국 국경을 방어하는 것이었다. 1917년 4월 미국이 제1차 세계 대전에 참전하자, 그는 대위로 진급하여 전략적 요충지라고 생각되던 몬태나 주의 뷰트 구리 광산을 경비하기 위해 파견되었다. 브래들리는 1918년 8월 제19보병사단에 편성되어 유럽으로 파병될 예정이었으나 인플루엔자 유행과 독일과의 휴전으로 인해 무산되었다.
1919년 9월부터 1920년 9월까지 브래들리는 사우스다코타주 브루킹스에 있는 사우스다코타 주립대학에서 군사과학 조교수로 재직했다.
전쟁 사이에 그는 교수 및 교관으로 재임했다. 1920년부터 1924년까지 브래들리는 웨스트포인트에서 수학을 가르쳤다. 그는 1924년 소령으로 진급했고 조지아주 포트 베닝에서 고급 보병 장교 과정을 이수하였다.. 하와이에서 잠시 복무한 후, 브래들리는 1928년부터 29년까지 캔자스주 포트 리븐워스에 있는 미군 사령부와 일반 참모 학교의 학위 교육에 선발되었다. 교육 후, 그는 미 육군 보병학교에서 전술 교관으로 근무했다. 브래들리가 이 임무에서 복무하는 동안, 부사령관 조지 마샬 중령은 그를 "조용하고 겸손하며, 건전한 상식을 가지고 있기 때문에 절대적인 신뢰를 가진다. 그에게 일을 주고 잊어버리면 된다." 라고 묘사했다고 한다.
1929년부터, 브래들리는 웨스트포인트에서 다시 생도들을 가르쳤고, 1934년 미국 육군대학에서 공부했다. 브래들리는 1936년 중령으로 진급했고 전쟁부에서 근무했다.
1941년 2월, 브래들리는 대령 계급을 넘어서 임시 준장으로 진급했다. 해당 임시 계급은 그가 조지아주 포트 베닝에 있는 미 육군 보병학교를 지휘할 수 있도록 부여되었다.
1942년 2월, 미국이 제2차 세계 대전에 참전한 지 2개월 후, 브래들리는 임시 소장으로 임명되었고, 6월에 제82보병사단의 사단장으로 부임하였다.

## 루이지애나 기동훈련

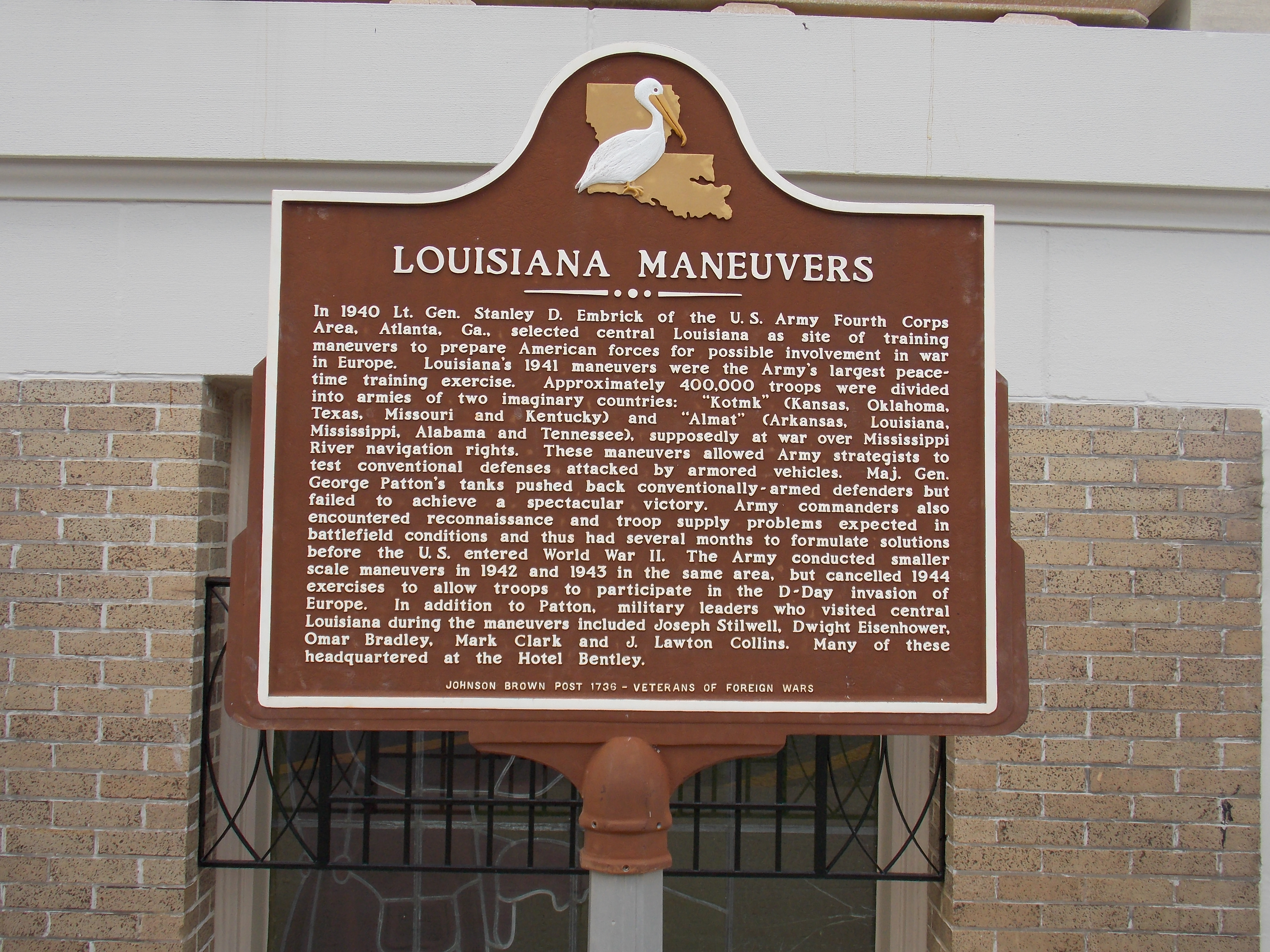
루이지애나 기동훈련 기념 표지판.

루이지애나 기동훈련은 1940년과 1941년에 걸쳐 루이지애나주 포트 폴크, 캠프 클라이본, 캠프 리빙스턴을 포함한 북중부 지역에서 실시된 일련의 미군 훈련이다. 약 40만명의 병력이 참여한 이번 훈련은 미군의 훈련, 군수, 교리, 지휘관 등을 평가하기 위해 마련됐다. 지휘부는 알렉산드리아 벤틀리 호텔에 있었다.
브래들리, 마크 클라크, 아이젠하워, 월터 크루거, 레슬리 J. 맥네어, 조지 S. 패튼을 포함한 많은 육군 장교들이 훈련에 참가했으며, 이들은 훗날 제2차 세계 대전에서 매우 중요한 역할을 맡았다.
당시 브래들리 중령은 루이지애나 기동작전의 총지휘부로 발령받았지만, 그는 현장에서의 실무자이자 관찰자로서 미래를 위한 귀중한 경험을 쌓았다. 브래들리는 작전 계획을 보조했으며, 루이지애나 작전 동안 워싱턴 D.C.의 총참모부가 훈련과 보조를 맞추도록 했다.
브래들리는 나중에 루이지애나 주민들이 두 팔을 벌려 병사들을 환영했다고 말했다. 몇몇 군인들은 일부 주민들의 집에서 잠을 자기도 했다. 브래들리는 군인들이 자고 있을 때 가끔 그 집들이 너무 붐벼서 들어갈 공간이 거의 없었을 것이라고 말했다. 브래들리는 일부 병력이 주민들의 토지와 농작물에 대해 무례하게 굴며 추가 식량을 얻기 위해 농작물을 파괴할 것을 걱정했으나, 대부분 주민들과 군인들은 좋은 관계를 맺었다.

## 제2차 세계 대전
브래들리의 전쟁 경험은 1951년 헨리 홀트 & 컴퍼니가 출판한 그의 베스트셀러 《한 군인의 이야기》에 기록되어 있다. 그것은 1999년 모던 라이브러리에 의해 재출간되었다. 이 책은 그의 보좌관인 체스터 B. 한센이 보관하고 있던 그의 방대한 일기에 기초하고 있다. 그 일기는 현재 펜실베이니아주 칼라일 병영에 있는 미군 유산 교육 센터에서 관리하고 있다.
1942년 3월 25일, 브래들리는 당시에 소장으로 진급했고 새로이 편성된 제82보병사단의 지휘관이 되었다. 브래들리는 82사단이 최초의 미국 공수 사단으로 바뀌는 것을 감독하고 공수 훈련을 받았다. 8월 사단은 제82공수사단으로 재편성되었고 브래들리는 매슈 B. 리지웨이 소장에게 지휘권을 넘겼다.
그 후, 브래들리는 제28보병사단의 지휘를 맡았는데, 이 사단에는 펜실베이니아주에서 온 군인들이 대부분이었다.
브래들리는 횃불 작전 이후인 1943년 초까지 최전방 지휘권을 받지 못했다. 그는 로이드 D. 브라운이 28사단의 사단장으로 승계한 후 8군단장 직위를 받을 예정이었으나, 대신 아이젠하워의 최전선 문제 해결사로 북아프리카로 파견되었다. 브래들리의 제안으로 캐세린 고개에서 막 대패했던 제2군단은 위에서부터 아래로 정비되었고, 아이젠하워는 1943년 3월 조지 S. 패튼을 군단장으로 임명했다. 패튼은 브래들리를 자신의 부지휘관으로 요청했지만, 브래들리는 아이젠하워를 보좌하기로 하였다.
브래들리는 패튼의 뒤를 이어 4월과 5월 튀니지 최후의 전투의 일선에서 지휘했다. 브래들리는 1943년 6월 명예 중장으로 진급했고 연합군의 시칠리아 침공에서도 2군단을 계속 지휘했다.

### 1944년, 노르망디

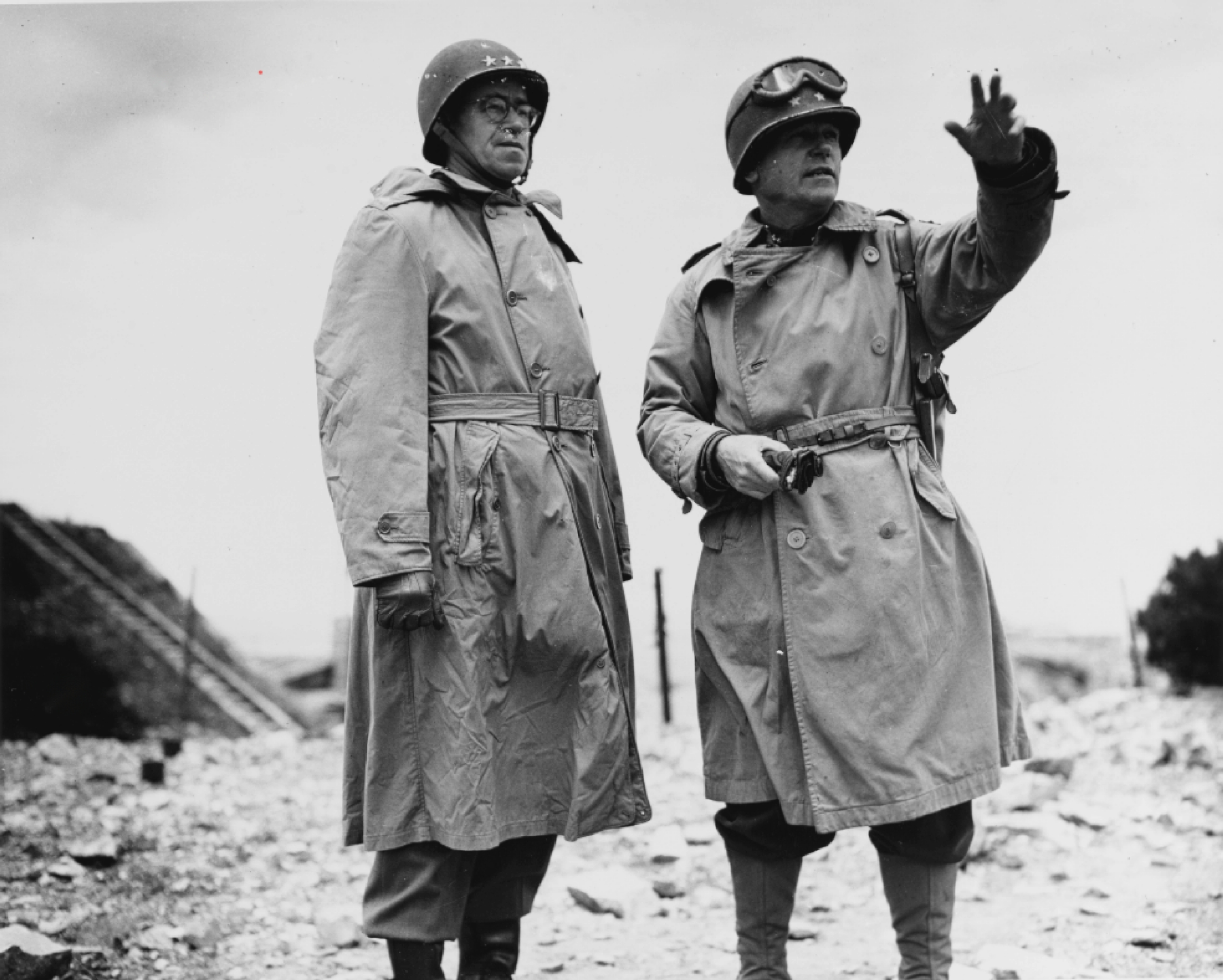
1944년 6월, 미 1군단 사령관인 오마르 브래들리 중장(왼쪽)이 미 7군단 사령관인 J. 로턴 콜린스 소장에게 셰르부르 시가 함락된 경위를 듣고 있다.

브래들리는 1944년 프랑스 침공을 준비하는 미국 지상군 총사령관의 지위를 받고 런던으로 이동했다. 작전 당일에 브래들리는 몽고메리 장군의 21집단군으로 구성된 미국 제1군을 지휘하게 되었다.

6월 10일, 브래들리 장군과 그의 참모들은 해안가에 본부를 설립하기 위해 담판을 벌였다. 오버로드 작전 동안, 그는 유타 해변과 오마하 해변이라는 두 개의 미국 침공 목표물을 향해 3개의 군단을 지휘했다. 7월 동안 그는 커티스 G. 컬린이 수정한 셔먼 탱크를 검수했고, 이는 라이노 탱크가 되었다. 7월 말, 그는 노르망디 해안에서 탈출의 시작인 코브라 작전을 계획했다. 코브라 작전은 독일군의 방어선을 공격하기 위해 엄청난 양의 폭탄을 사용하는 전략폭격기를 사용할 것을 요구했다. 날씨로 인해 여러 차례 연기된 후 작전은 1944년 7월 25일 연합군의 진행을 늦추는 잔해와 포구를 더 많이 생성하지 않도록 설계된 보다 가벼운 폭약으로 짧고 매우 집중적인 포격으로 시작되었다. 브래들리는 77대의 비행기가 인근 지역을 폭격하고 레슬리 J. 맥네어 장군을 포함한 자국 군대에 폭탄을 투하했을 때 공포에 떨었다.
땅이 휘청거리고 흔들리며 흙을 하늘로 뿜어냈다. 우리 부대 수십명이 총에 맞았고, 그들의 시체는 참호에서 내동댕이쳐졌다. 우리 지상군들은(Doughboys) 얼떨떨해졌고 겁을 먹었다. 폭탄이 맥네어에게 정면으로 떨어졌고 그의 몸통은 60피트(약 1m)에 달해 그의 옷깃에 있는 별 세 개를 제외하고는 알아볼 수 없을 정도로 망가졌다.
그러나 이 폭격은 적의 통신 시스템을 무력화시키는 데 성공하여 독일군을 혼란스럽게 하고, 보병을 공격함으로써 지상 공격의 길을 열었다. 브래들리는 제9보병사단, 제4보병사단, 제30보병사단 등 3개 사단을 보내 폭격의 배후로 접근시켰다. 보병은 독일군의 방어를 뚫는 데 성공했고, 패튼이 지휘하는 기갑부대가 독일군 방어선을 포위할 수 있는 길을 열었다.
제3군은 브래들리의 전 사령관인 패튼의 지휘 하에 형성되었고, 호지스 장군은 브래들리의 뒤를 이어 제1군을 지휘했다. 8월 제12집단군은 90만 명으로 늘어났고, 결국 4개의 야전군으로 구성되었다. 그것은 한 명의 야전 사령관 밑에서 규모가 가장 큰 미군 집단이었다.

### 팔레즈 포위전

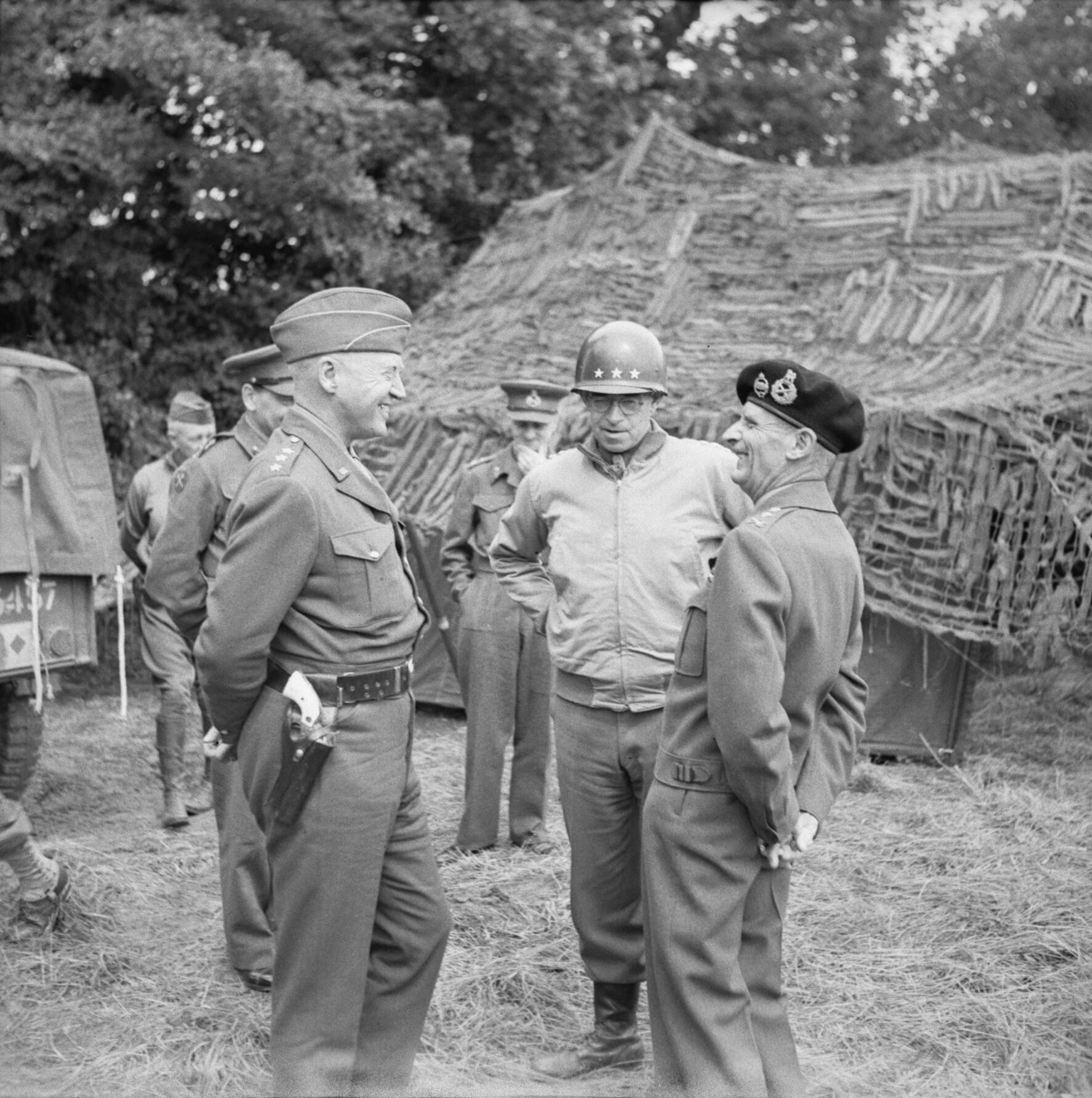
1944년 7월 7일 노르망디 제21집단군 본부에서 브래들리(가운데)와 패튼(왼쪽), 몽고메리(오른쪽)가 함께 있다.

아돌프 히틀러가 연합군의 협공 운동을 저지하기를 거부한 것은 북부 프랑스에 독일 집단군을 가둘 수 있는 기회를 만들었다. 독일군이 모르탱에서 미군을 분열시키려 하자, 브래들리 집단군과 제15군단은 팔레즈 포위망을 형성하여 독일 제7군과 제5기갑군을 노르망디에서 포위했다. 북방 협공대는 영국군 버나드 몽고메리 장군이 이끄는 21집단군의 일부인 캐나다군으로 구성되었다. 1944년 8월 13일, 미군이 북서쪽에서 진격하는 캐나다군과 충돌할 것을 우려하여 브래들리는 패튼의 명령을 무시하고 팔레즈를 향해 북쪽으로 더 나아가라는 명령을 내렸다. 아르장탕 근처에 있는 미군 병력은 철수 명령을 받았다. 이 명령은 하이슬립 장군의 제15군단의 남쪽 방향에서의 협공 움직임을 중단시켰다. 패튼이 이 명령에 항의했지만, 그는 이에 순종했고, 남은 독일군에게 출구를 남겨두었다. 약 20,000~50,000명의 독일군이 포위망과 거의 확실한 파괴를 피해 탈출했다. 연합군이 네덜란드와 독일로 진격하는 것을 늦추기 위해 그들은 제때에 재편성되고 재정비되었다. 이 결과에 대한 대부분의 책임은 브래들리에게 있다. 브래들리는 편향적 보고서를 근거로 독일군 대부분이 이미 포위망을 벗어났다고 잘못 추측하고 있었으며, 독일군의 반격과 아군의 사상자를 우려했다. 브래들리는 그가 저지른 실수를 인정하지 않고 몽고메리 장군이 영국군과 영연방군을 너무 느리게 이동시켰기 때문이라고 주장하였다. 그러나 영연방군은 SS 기갑부대, 팔쉬름예거, 그리고 다른 정예 독일군과 직접 조우하고 있었다.

### 독일

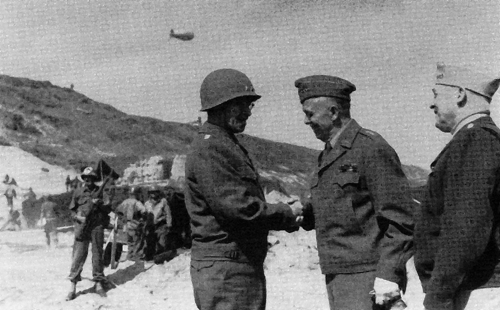
1944년 조지 마셜 육군참모총장(가운데)과 헨리 H. 아놀드 육군항공사령관이 브래들리와 노르망디 해변에서 상의하고 있다.

미군은 9월 말 '웨스트월' 이라고도 불리는 지크프리트 선에 도달했다. 예상하지 못한 진격의 성공으로 연합군 최고 사령부는 적잖게 놀랐다. 그들은 독일 국방군이 프랑스의 강이 제공하는 자연 방어선이 형성될 것으로 예상했고, 연합군의 더 깊은 진격을 위한 물자를 준비하지 못했기 때문에 연료가 부족했다.
아이젠하워는 전략에 대한 결정에 직면했다. 브래들리는 자를란트로 진격하거나 자를란트와 루르 지방 양쪽을 2차례 공격할 것을 주장했다. 그러나 몽고메리는 모든 연합군 지상군이 노르망디 원정의 초기에 그랬던 것처럼 라인강 하류를 넘어 루르강 북쪽 측면으로 진격하여 지크프리드 선을 피할 것을 주장했다. 비록 몽고메리는 그가 원하는 규모의 공격을 할 수 없었지만, 조지 마셜과 헨리 아놀드는 연합군 제1공수군을 이용해 라인 강을 건너고 싶어했고, 아이젠하워는 이러한 마켓 가든 작전에 동의했다. 브래들리는 마켓가든 작전에 반대하며 아이젠하워에게 몽고메리에게 물자를 우선 공급하라고 강력히 항의했지만 아이젠하워는 V-1 미사일 발사로 인한 영국 여론을 의식해 의견을 거부했다.
브래들리의 군대는 네덜란드에서 로렌까지의 구릉지역에서 매우 넓은 전선을 커버했다. 연합군의 가장 큰 집중 공세에도 불구하고 브래들리는 숙련된 적과 험난한 지형으로 인해 성공적인 전면 공격을 감행하는 데 어려움을 겪었다. 브래들리 장군과 그의 1군 사령관 코트니 호지스는 아헨 갭으로 알려진 통로를 통해 슈미트로 진격하기로 결정했다. 근처에 있는 유일한 군사적 목표는 로어 강 홍수 통제 댐이었지만, 당시의 계획과 문서에는 언급되지 않았다. 브래들리와 호지스의 원래 목표는 아헨 전투에서 독일군의 측면을 공격하여 독일군이 북쪽에서 병력을 증강하는 것을 막는 것이었을 것이다. 전쟁이 끝난 후 브래들리는 로어 댐이 목표였다고 말했다. 독일군이 댐을 보유하고 있었기 때문에, 그들은 또한 수백만 갤런의 물을 진군로로 방출할 수 있었다. 작전의 혼란스러운 목표와 형편없는 정보가 합쳐져 33,000명의 미군 사상자를 낸 휘르트겐 숲 전투가 치러졌다. 휘르트겐 전투가 끝난 후에도 독일군은 로어 댐을 계속 장악하고 있었다. 더 남쪽에서 패튼의 제3군은 엄청난 속도로 진격하고 있었지만 가솔린, 탄약 등의 보급품에서 마지막 우선순위에 직면했다. 그 결과, 독일군의 저항이 메츠를 둘러싼 광범위한 방어를 강화하면서 제3군은 기세를 잃었다. 브래들리가 이 두 가지 원정에 집중하는 동안, 독일군은 기습적인 겨울 공세를 위해 병력과 물자를 보충하고 있었다.

### 벌지 전투

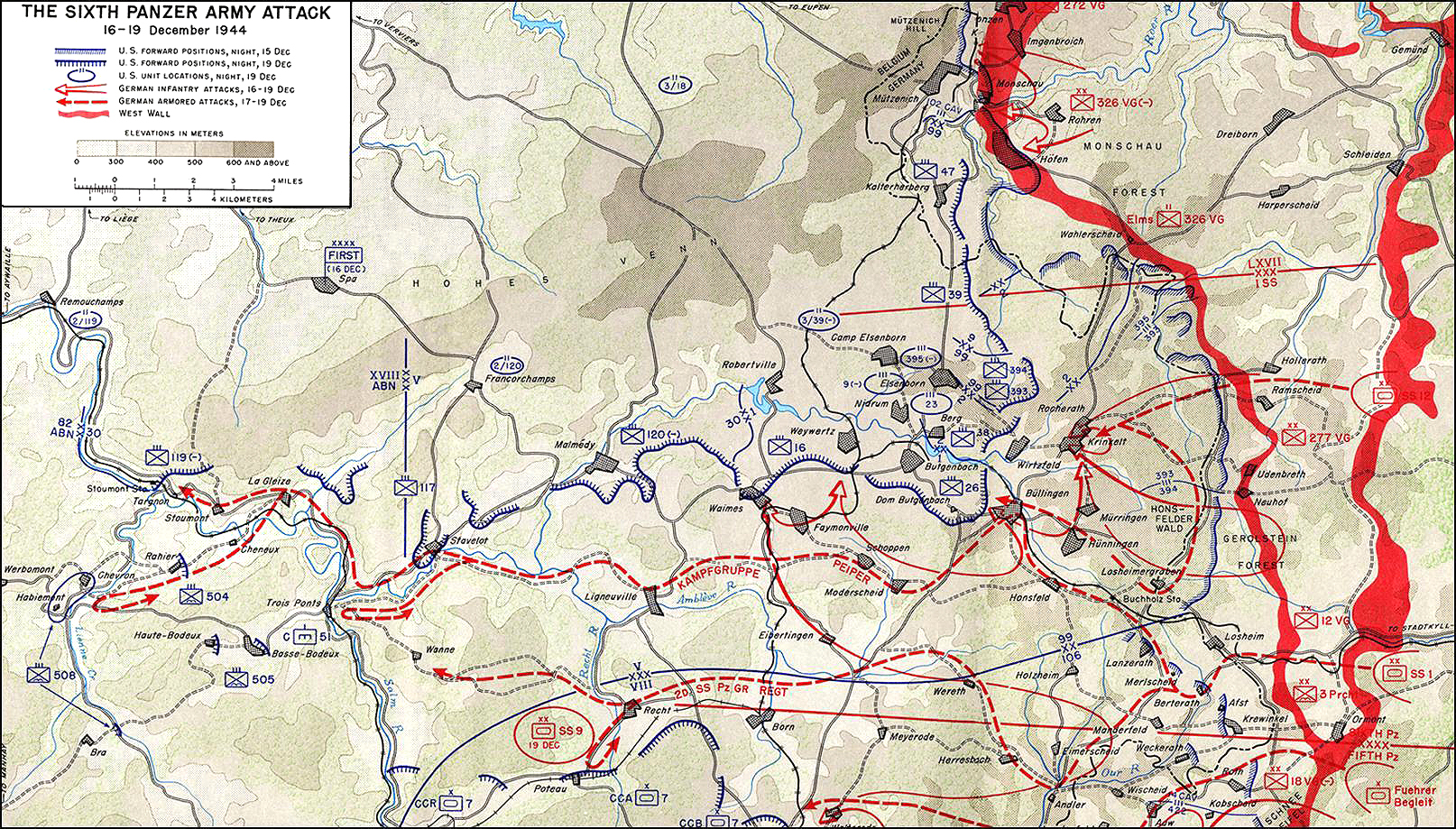
벌지 전투 진행도.

브래들리는 벌지 전투의 첫 공격 지휘를 맡았다. 병참과 지휘의 사유로 아이젠하워 장군은 브래들리의 제1군과 제9군을 몽고메리 육군 원수의 제21집단군의 임시 지휘하에 두기로 결정했다. 브래들리는 격노하여 아이젠하워에게 소리치기 시작했다. "하나님께 맹세코, 아이크, 당신이 이렇게 한다면 저는 미국인들에게 책임을 질 수 없습니다. 사직하겠습니다." 아이젠하워는 얼굴이 빨개지고 숨을 고르고 말했다. "브래드, 당신은 아닐지 몰라도 나는 미국 국민에 책임이 있다. 그러므로 당신의 사직 요청은 아무 효력이 없어." 브래들리는 잠시 멈춰서 한 번 더 항의한 뒤 아이젠하워가 "브래드, 그건 내 명령이야"라고 결론을 내리자 침묵에 빠졌다.

### 승리
브래들리는 1945년 3월 아이젠하워가 연합군의 공격(영국의 베리티블 작전과 미국의 수류탄 작전으로 광범위한 전선에서)을 승인한 이후 얻은 이점을 이용하여 독일군의 방어를 무너뜨리고 라인 강을 건너 루르 강 산업 중심지로 진입했다. 독일 제9기갑사단의 파괴된 독일군을 공격적으로 추격하여 레마겐에 있는 라인강을 가로지르는 다리를 점령했다. 브래들리는 루르 강에서 독일군을 북쪽과 남쪽에서 포위하는 거대한 협공 운동의 남쪽을 형성하며 빠르게 건널목을 이용했다. 30만 명이 넘는 포로가 잡혔다. 미군은 4월 중순 엘베강 근처에서 소련군과 만났다. 승리의 날에 제12집단군은 130만 명이 넘는 4개 군(1, 3, 9, 15)으로 구성되어 있었다.

### 지휘 성향
제2차 세계 대전의 몇몇 화려한 장군들과는 달리 브래들리는 공식 석상에서 공손하고 정중했다. 말수가 적었던 브래들리는 아이젠하워 장군으로부터 "브래들리를 분석하라"는 권유를 받은 종군 기자 어니 필라에 의해 대중의 관심을 받았다. 그는 이후 브래들리를 미군의 장군으로 지칭하는 몇 개의 공문을 작성했고, 이 직함은 브래들리의 남은 경력 동안 계속 유지되었다. 라이프지의 윌 랭 주니어는 "내가 오마 브래들리에 대해 가장 존경하는 것은 그의 온화함이다. 그는 '제발 먼저'라고 말하지 않고 어떤 계급의 누구에게도 명령을 내리는 것으로 알려진 적이 없다."
대중들은 신문 특파원들이 만든 이미지를 결코 잊지 않았지만, 오마 브래들리와 조지 패튼을 모두 알고 있었고, 지휘하에 장교들과 병사들을 인터뷰한 전사학자 S. L. A. 마샬은 브래들리에 대한 다른 견해를 제시했다. 조지 S. 패튼의 비평가이기도 했던 마샬은 브래들리의 '평범한 남자' 이미지를 어니 파일이 평가한 것이라고 말했다. 군인들은 그에게 감명을 받지 않았다. 그들은 그를 거의 알지 못했다. 그는 화려한 인물이 아니었고 군대에도 별로 나가지 않았다. 그리고 그가 일반 군인들에게 우상화되었다는 생각은 썩은 것일 뿐이다."
브래들리는 미군의 장군으로서 명성을 유지했지만, 그는 '관리적이다'라고도 불리는 그의 리더십 스타일의 다른 측면으로 인해 비판을 받았다. 버나드 몽고메리 장군은 브래들리를 "멍청하고, 양심적이며, 믿음직스럽고, 충성스럽다"고 평했다. 그는 미국 제1보병사단의 화려하고 공격적인 장군 테리 앨런(브래들리가 사단을 계속 지휘한다고 느꼈기 때문에 다른 사령부로 재배치됨)과 같이 너무 독립적이거나 자신의 지휘 스타일이 일치하지 않는 고위 지휘관들을 단호하게 구제하는 습관이 있었다. 패튼이 오늘날에는 편협하고 충동적인 지휘관의 원형으로 여겨지지만, 브래들리는 실제로 제2차 세계 대전 동안 훨씬 더 많은 장군들과 고위 지휘관들을 해임한 반면, 패튼은 전쟁 내내 오직 한 명의 장군 올랜도 워드만을 그의 지휘관으로부터 해임시켰다. 브래들리는 제1군 사령관으로 복무하는 동안 여러 병사들에게 사형선고를 내릴 것을 권고했다.

## 전쟁 이후

### 재향군인청

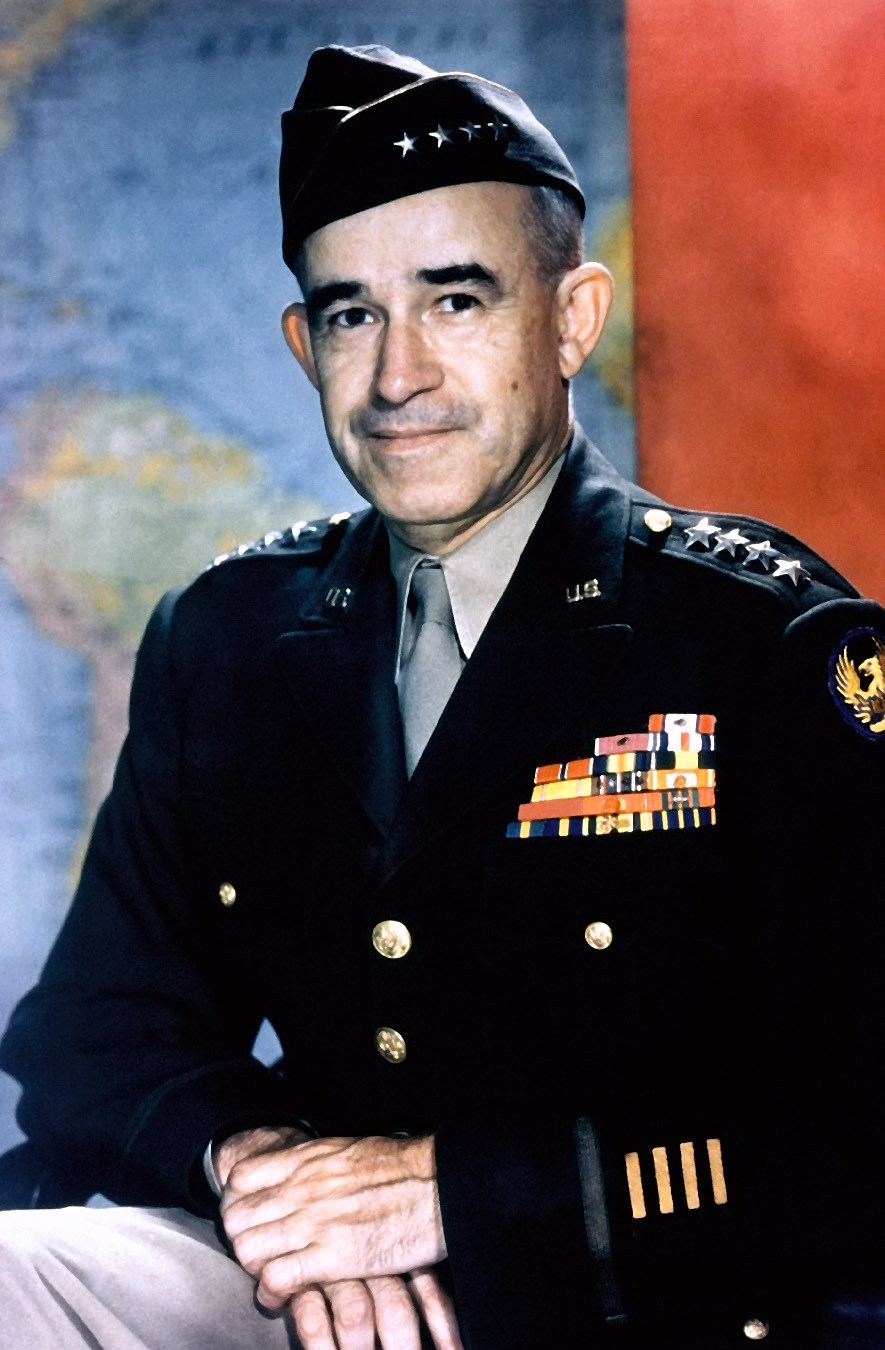
오마 브래들리 장군, 1949년.

트루먼 대통령은 브래들리를 전쟁 후 2년 동안 재향군인 관리국장으로 임명했다. 그는 1945년 8월 15일부터 1947년 11월 30일까지 복무했으며, 미군 권리장전 하에서 참전용사들이 교육 혜택을 받을 수 있도록 도운 공로를 인정받았다. 재향군인회에 대한 브래들리의 영향력은 그것을 오늘날의 에이전시로 만드는 데 도움을 준 것으로 여겨진다. 그는 국회의사당을 정기적으로 방문했고, 다양한 의회 재향군인 위원회원들 앞에서 증언에서 재향군인들의 이익을 대표하여 로비를 했다. 재향군인청에 대한 그의 수많은 공헌으로 인해, 재향군인청 본부에 있는 재향군인 사무국장 1차 회의실은 브래들리의 이름을 따서 명명되었다.

### 합동참모본부 의장
브래들리는 1948년 육군참모총장이 되었다. 지휘를 맡은 후, 브래들리는 재편성, 장비, 그리고 훈련이 절실히 필요한 미군 시설을 발견했다. 브래들리 자신이 말했듯이, "1948년의 군대는 종이가방 밖에서 싸울 수 없었다."
1949년 8월 11일, 대통령 해리 S. 트루먼은 브래들리를 합참의장으로 임명했다. 1948년 육군을 확장하고 장비를 현대화하는 자신의 초기 계획이 트루먼 행정부에 의하여 거부된 후, 브래들리는 국방부 장관 루이스 A. 존슨에 의하여 부과된 점점 더 가혹한 전후 국방부 예산 삭감에 대응하였다. 존슨의 결정을 공개적으로 지지하며 만약 그가 더 많은 군대를 요청한다면 의회에 "국가를 위해 봉사할 것"이라고 말하기까지 했다. 브래들리는 또한 존슨 장관의 포레스탈급 항공모함 취소에 대한 해군의 공식적인 항의는 부적절한 개인적, 정치적, 심지어 반항적인 동기 때문이라고 주장했다.
두 번째 회고록에서 브래들리는 1948년과 1949년에 충분한 국방 예산을 위해 더 강력하게 주장하지 않은 것은 실수였다고 나중에 진술했다. 아마도 워싱턴에서 내가 전후 몇 년 동안 저지른 가장 큰 실수일 것이다."
1950년 9월 22일, 그는 육군 대장으로 진급했다. 같은 해, 브래들리는 나토 군사 위원회의 초대 의장으로 임명되었다. 그는 1953년 8월 현역에서 떠날 때까지 위원회에 남아있었다. 근무 기간 동안 브래들리는 백악관을 300번 이상 방문했고, 타임지의 표지에 자주 실렸다.
1950년 브래들리는 조국에 대한 뛰어난 봉사를 인정받아 뉴욕 신시내티 협회의 명예 회원으로 선출되었다.

### 한국 전쟁
합동참모본부 의장으로서 브래들리는 한국 전쟁 초기에 군 고위 장교였다. 1950년 6월 조선민주주의인민공화국이 대한민국을 침공했을 때 브래들리는 제2차 세계 대전의 그림자와 같은 미군을 재편성하고 배치하는 문제에 직면했다. 전차, 대전차 무기, 또는 포병 부족으로 인해 한반도에서 부산으로 밀려나면서 트루먼 행정부의 국방비 삭감의 영향이 절실히 느껴졌다. 1950년 여름과 가을에 한국에 배치된 미군의 준비 부족에 대해 전후에 플로이드 L. 파크스 육군 소장은 "이야기를 전하지 못한 많은 사람들은 부대별로, 사람에 의해, 공격에서 지연 행동에 이르기까지 모든 범위의 지상전과 싸워야 했다. 우리가 패배의 문턱에서 승리를 낚아채고...우리의 혈육을 그런 곤경에 빠뜨렸다는 비난에서 우리를 구제하지 못한다."라고 분석했다.
브래들리는 한국 전쟁 당시 최고 군사 정책 입안자였으며, 트루먼의 원래 계획인 조선민주주의인민공화국 전체를 정복함으로써 공산주의의 침략을 되돌리자는 계획을 지지했다. 1950년 말 중국공산당이 조선민주주의인민공화국에 진입하여 다시 미군을 몰아냈을 때 브래들리는 조선민주주의인민공화국의 봉쇄 전략을 위해 후퇴가 중단되어야 한다는 것에 동의했다. 봉쇄 전략은 이후 트루먼 행정부에서 조선민주주의인민공화국을 위해 채택되었고, 전세계 공산주의 확장에 적용되었다. 더글러스 맥아더 장군의 추종자가 아니었던 브래들리는 맥아더가 한국 전쟁의 전략적 목표를 축소하려는 행정부에 저항한 후 트루먼이 맥아더를 한국 전쟁의 총사령관에서 해임하도록 설득하는 데 중요한 역할을 했다.
브래들리는 미국 의회에서 증언을 통해 맥아더가 한국전쟁에서 어떤 대가를 치르더라도 승리를 지지한 것을 강하게 비난했다. 1951년 4월 트루먼이 맥아더 사령관을 해임한 직후 브래들리는 의회 증언에서 "붉은 중국은 세계를 지배하려는 강력한 국가가 아니다. 솔직히, 합동참모본부의 의견에 따르면, 이 전략은 우리를 잘못된 전쟁, 잘못된 장소, 잘못된 시간, 그리고 잘못된 적과 연관시킬 것이다."라고 발언하였다.

## 전역 후

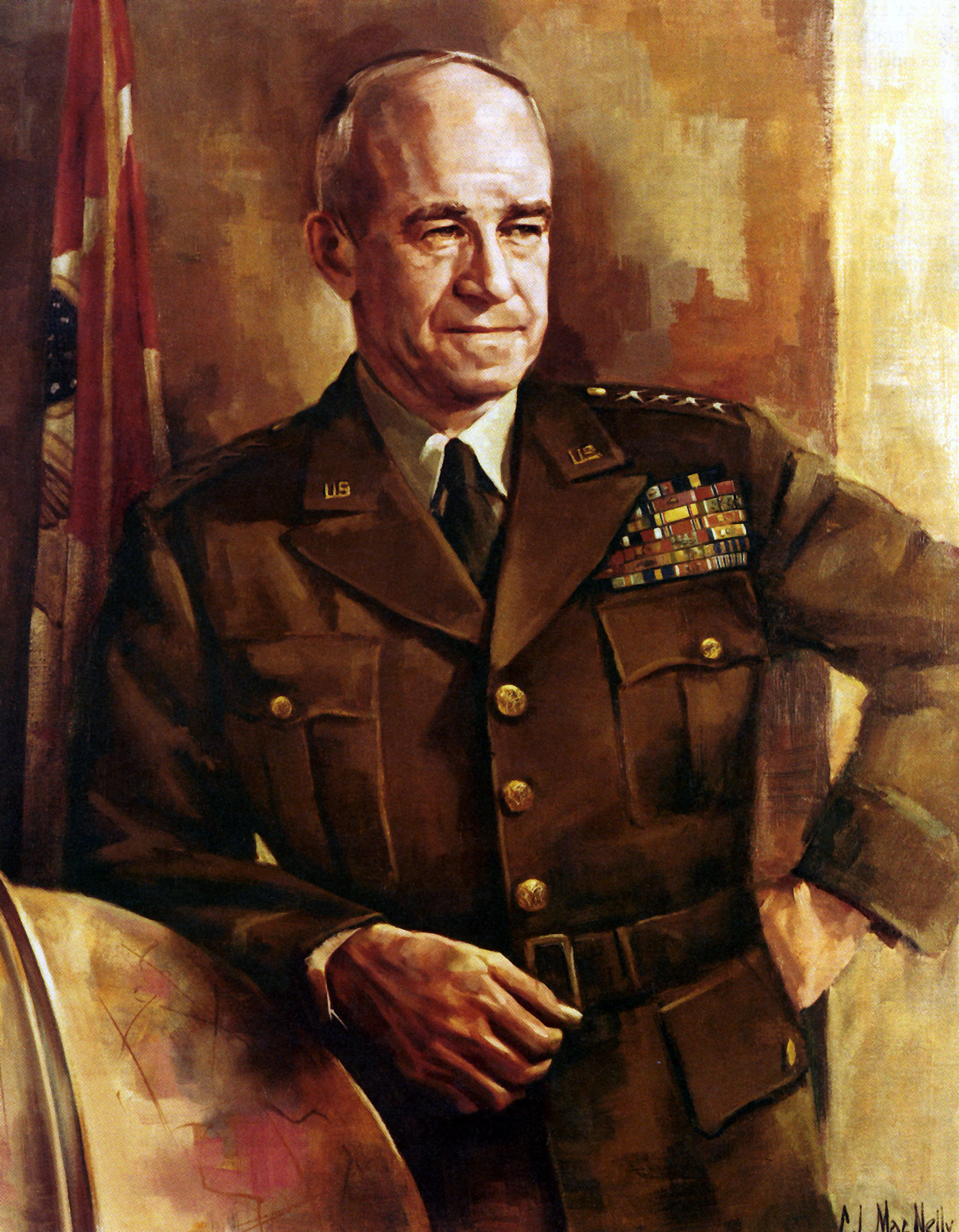
오마 브래들리 초상화.

브래들리는 1953년 8월 현역에서 제대했지만 육군 장성 계급으로 인해 현역으로 남아있었다. 1955년부터 1956년까지 재향군인연금위원회 의장을 지냈다. 1956년 1월 브래들리는 대통령 해외 정보 활동 자문 위원회의 창립 멤버 중 한 명이 되었다.
전역 후, 브래들리는 1958년부터 1973년까지 부로바의 이사회 의장을 포함하여 상업적인 삶에서 많은 직책을 맡았다. 그는 미주리주의 모벌리를 자주 방문했는데, 그는 그곳을 그의 고향이자 세계에서 가장 좋아하는 도시라고 묘사했다. 그는 모벌리 로터리 클럽의 회원이었고, 모벌리 컨트리 클럽 코스에서 핸디캡에 가까운 골프를 정기적으로 쳤으며, 센트럴 크리스천 교회에서 "브래들리 퓨"를 가졌다.
그의 회고록, "군인의 이야기" (보좌관인 체스터 B. 한센이 전쟁 중 대필하였다.) 라는 책이 1951년에 출판되었다. 브래들리는 죽기 전에 그의 자서전 "장군의 삶: 자서전" (1983)을 쓰기 시작했다. 브래들리는 이 작업에서 몽고메리 장군의 1945년 벌지 전투에서 승리했다는 주장을 비판했다.
1965년 12월 1일, 브래들리의 아내 메리는 백혈병으로 사망했다. 1966년 9월 12일 에스더 도라 "키티" 불러를 만나 결혼했다.
경마 팬으로서 브래들리는 캘리포니아의 경마장에서 여가 시간의 대부분을 보냈다. 그는 종종 우승자들에게 트로피를 수여하기 위해 초대되었다. 그는 평생 스포츠 팬이었고, 특히 대학 미식축구의 팬이었다. 그는 1948년 로즈볼 토너먼트 그랜드 마샬이었고 이후 로즈볼 경기에 여러 번 참석했다.  그는 또한 텍사스 엘패소의 선볼과 루이지애나주 슈리브포트의 인디펜던스 볼에서도 두각을 나타냈다.
1967년부터 1968년까지 브래들리는 베트남 전쟁 정책을 고려하는 고위 자문 그룹인 린든 존슨 대통령의 '와이즈맨'의 일원으로 일했다. 브래들리는 매파였고 철수를 주장하는 주장에 맞섰다.
1969년 3월 드와이트 D. 아이젠하워의 죽음 이후에 오마 브래들리는 미국 육군에서 유일하게 살아남은 5성 장교였다.
1970년에 브래들리는 영화 패튼의 자문으로 일했다. 시나리오 작가 프랜시스 포드 코폴라와 에드먼드 H. 노스는 브래들리의 회고록인 "군인의 이야기"와 라디슬리스 파라고가 작성한 전기인 "패튼:시련과 승리"를 바탕으로 영화 각본의 대부분을 썼다. 시나리오 작가들은 패튼 장군의 일기에 접근할 수 없었고 그의 가족을 인터뷰하지도 않았다. 그들은 패튼의 사상과 동기를 재구성하려고 시도할 때 브래들리와 다른 동시대 군인들의 관찰에 의존했다.
브래들리는 1974년 6월 6일 프랑스 노르망디에서 열린 D-Day 30주년 행사에 참석하여 다양한 퍼레이드에 참여했다.
1977년 1월 10일 브래들리는 제럴드 포드 대통령으로부터 대통령 자유 훈장을 수여받았다.

1978년 브래들리는 미국 아카데미 공로상을 수상하였고, 지미 둘리틀이 수여하였다.

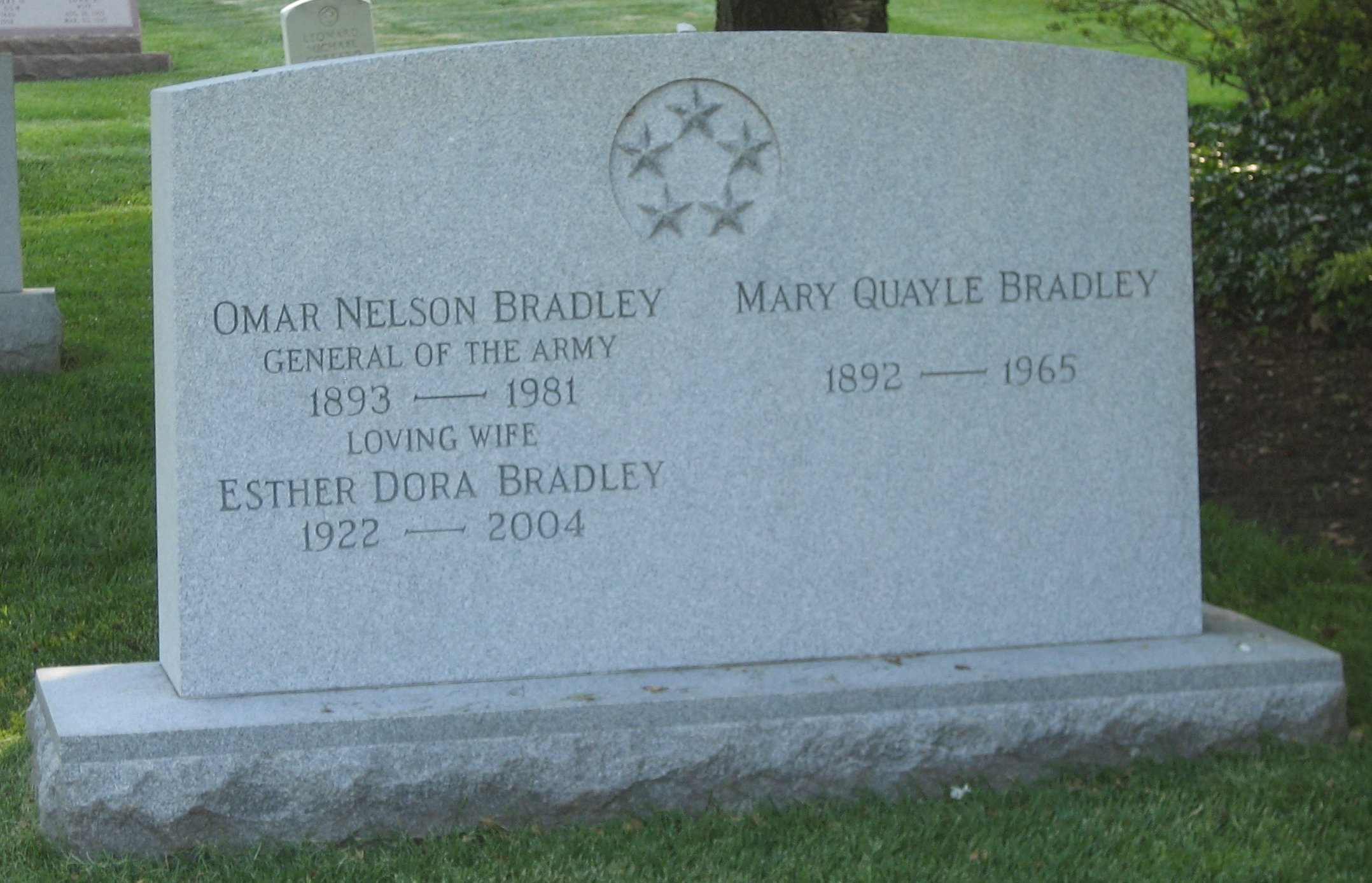
알링턴 국립묘지에 있는 브래들리 장군의 묘비.

브래들리는 1979년 6월 6일 노르망디의 포인트 뒤 오크에서 35주년 D-Day를 위한 기조연설자로 있었다. 휠체어를 탄 채 서독 슈투트가르트 7군단 본부에서 미 대표 육군 부대인 84군단을 공개 시찰했다.
브래들리는 포트 블리스 단지의 일부인 윌리엄 보몬트 육군 의료 센터 부지에 있는 특별한 거주지에서 말년을 보냈다.
브래들리는 1981년 1월 20일 로널드 레이건 대통령의 취임식에서 주빈으로서 마지막으로 대중 앞에 모습을 드러냈다.
오마 브래들리는 1981년 4월 8일 미국 국립사회과학원으로부터 상을 받은 지 몇 분 지나지 않아 뉴욕에서 부정맥으로 사망했다. 그는 알링턴 국립묘지에 두 아내와 함께 안장되었다.

## 참고 문헌
- Blair, Clay (2003). The Forgotten War: America in Korea, 1950–1953. Naval Institute Press. ISBN 978-1-59114-075-7.
- Blumenson, Martin (1990). General Bradley's Decision at Argentan (August 13, 1944). University of Michigan Library Press.
- Blumenson, Martin (1993). The Battle of the Generals: The Untold Story of the Falaise Pocket, The Campaign That Should Have Won World War II. William Morrow & Co. ISBN 0688118372.
- Bradley, Omar N. and Blair, Clay (1983). A General's Life: An Autobiography. p. 752. New York: Simon & Schuster. ISBN 978-0-671-41023-0.
- Bradley, Omar N. (1951). A Soldier's Story. New York: Holt Publishing Co. ISBN 0-375-75421-0.
- Cowley, Robert; Parker, Geoffrey (1996). The Reader's Companion to Military History. Houghton Mifflin Company. ISBN 978-0395669693.
- D'Este, Carlo (1995). Patton: A Genius for War. Harper Perennial. ISBN 978-0060927622.
- Jordan, Jonathan W. (2011). Brothers Rivals Victors: Eisenhower, Patton, Bradley, and the Partnership that Drove the Allied Conquest in Europe. NAL. ISBN 978-0451232120.
- Lavoie, Jeffrey D. Lavoie. The Private Life of General Omar N. Bradley. Jefferson McFarland, 2015. ISBN 978-0-7864-9839-0.
- MacLean, Colonel French L. The Fifth Field: The Story of the 96 American Soldiers Sentenced to Death and Executed in Europe and North Africa in World War II, Atglen, PA: Schiffer Publishing, 2013, ISBN 9780764345777.
- Ossad, Steven L. Omar Nelson Bradley: America's GI General (U of Missouri Press, 2017)
- Weigley, Russell F. (1981). Eisenhower's Lieutenants: The Campaign of France and Germany 1944–1945. Bloomington, IN: Indiana University Press. ISBN 0-253-20608-1.
- Whiting, Charles (2000). The Battle of Hurtgen Forest. Cambridge, MA: Da Capo Press. ISBN 1-58097-055-9.